# Przasnysz

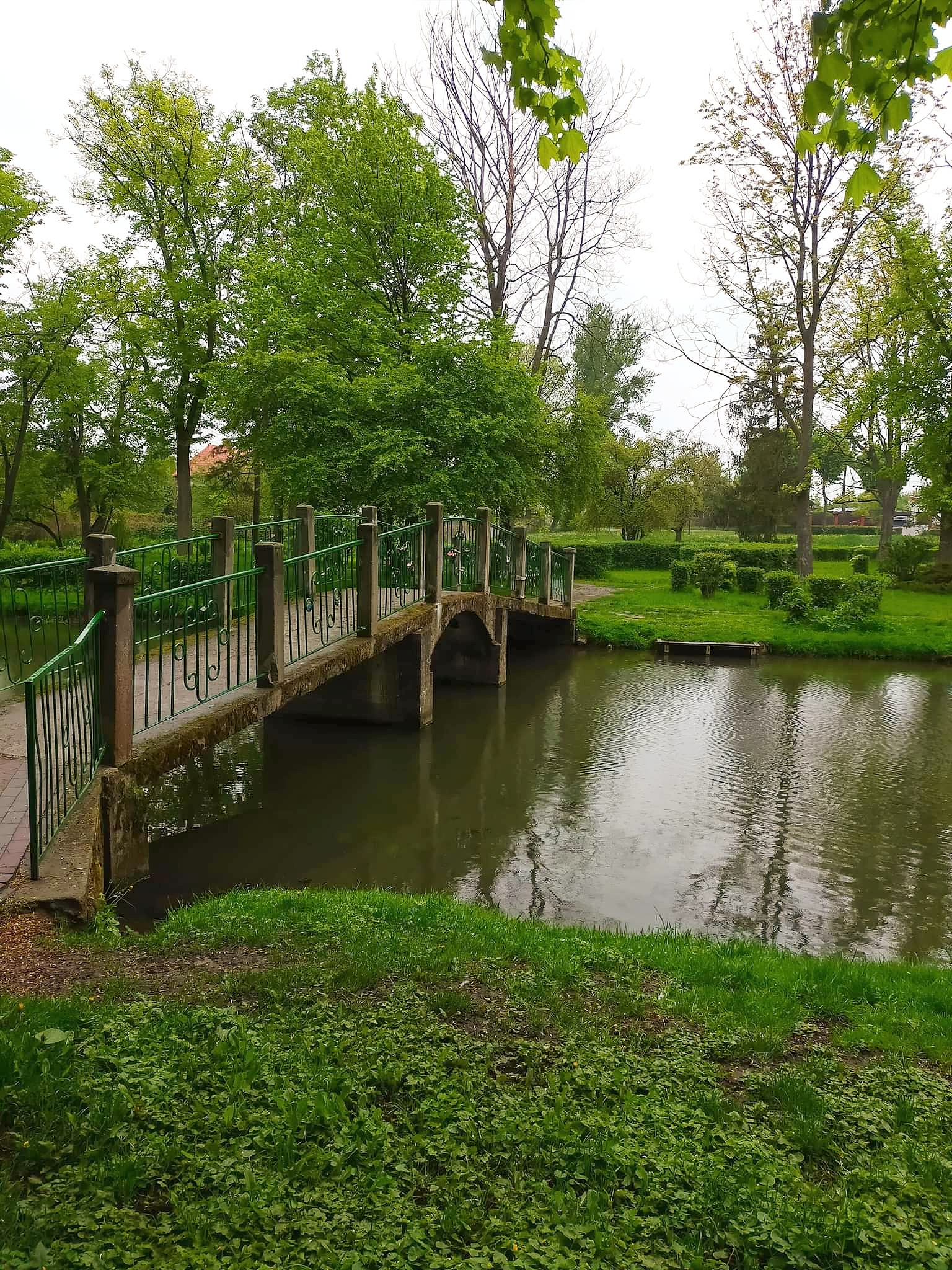
Park w Przasnyszu

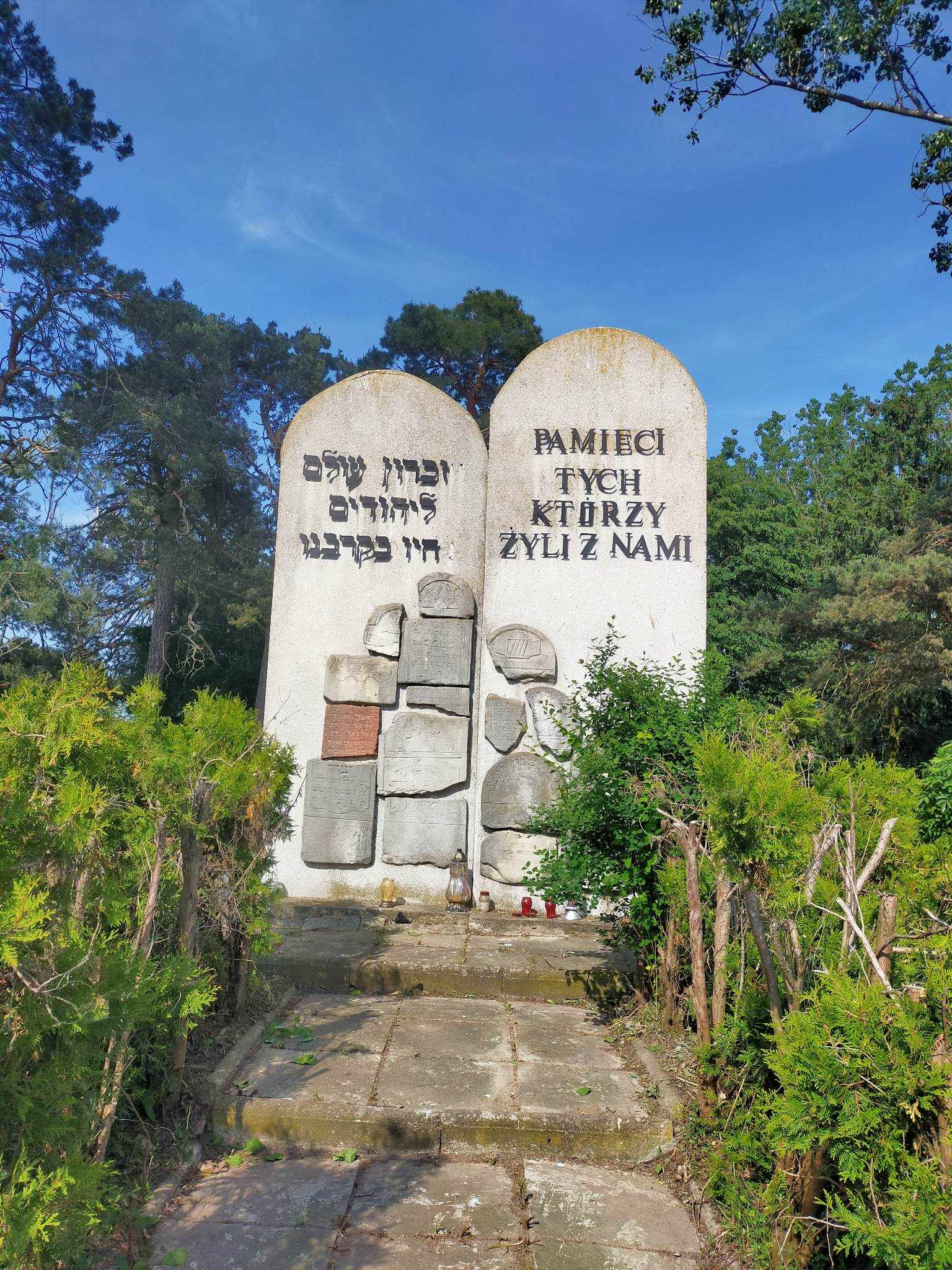
Pomnik poświęcony pamięci Żydów przasnyskich

Przasnysz – miasto w Polsce położone w województwie mazowieckim, w powiecie przasnyskim, nad rzeką Węgierką.
Miasto leżące na północnym Mazowszu ma połączenia drogowe z Warszawą, Olsztynem, Ostrołęką, Działdowem, Ciechanowem, Makowem Mazowieckim i Mławą. Przez Przasnysz przechodzą drogi: krajowa nr 57 i wojewódzkie nr 544 i nr 617. Na wschód od miasta znajduje się lądowisko Aeroklubu Północnego Mazowsza. Patronem miasta od 18 września 2014 r. jest św. Stanisław Kostka.
Przasnysz był miastem królewskim Korony Królestwa Polskiego. W latach 1975–1998 w województwie ostrołęckim.
Miasto liczy 17 228 mieszkańców (stan na 31 grudnia 2016).

## Środowisko naturalne
Przasnysz ma obszar 25,16 km² (2002), w tym:
- użytki rolne: 84%
- użytki leśne: 0%

Miasto zajmuje 2,07% powierzchni powiatu.

## Historia

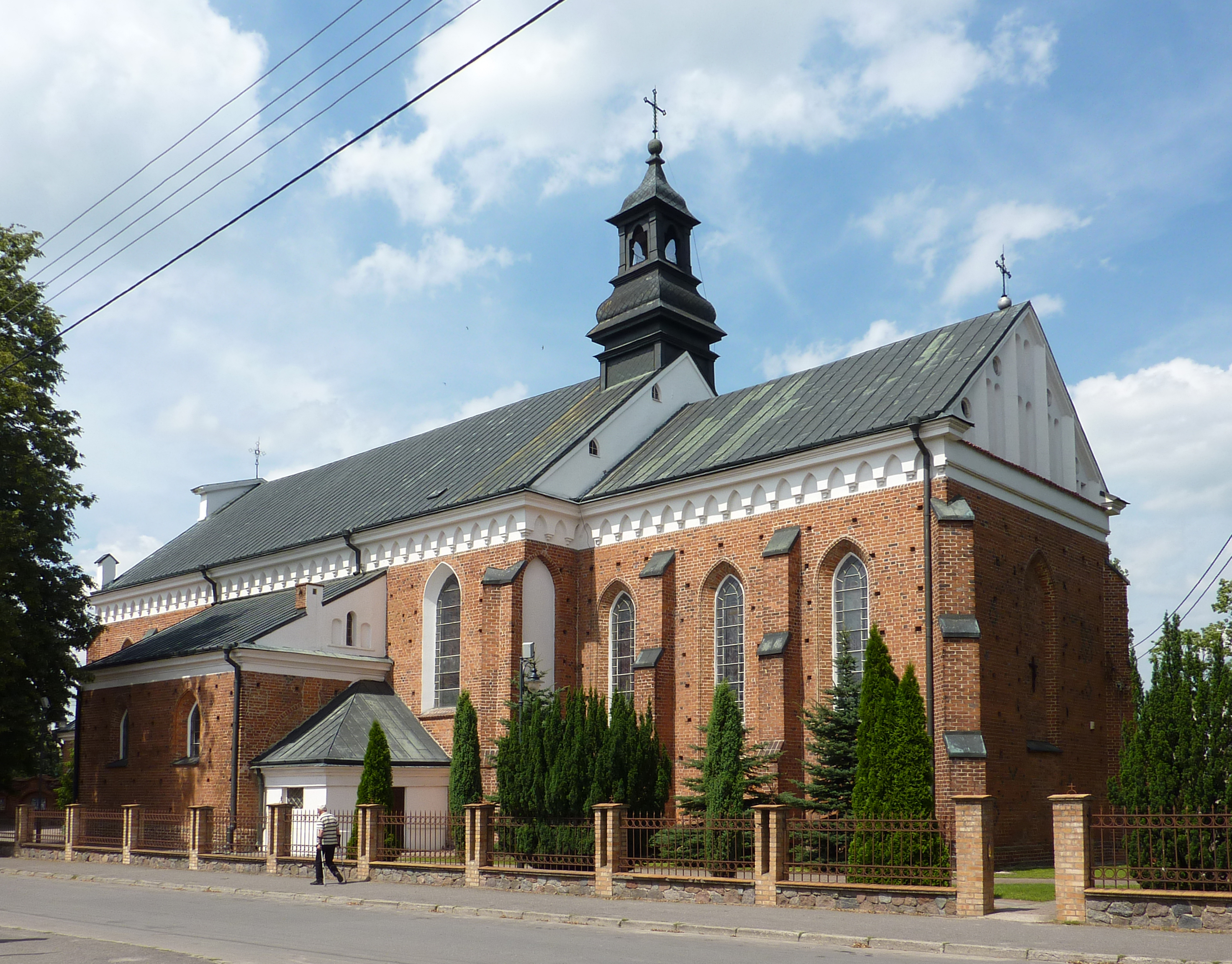
Kościół farny pw. Wniebowzięcia NMP, miejsce chrztu św. Stanisława Kostki

Najstarsze ślady osadnictwa na terenie Przasnysza pochodzą z przełomu epoki brązu i żelaza (ok. 700 p.n.e.).
W XIII w. na terenie Przasnysza, nad rzeką Węgierką, funkcjonowała osada targowa. Stał również dwór myśliwski książąt mazowieckich, którego opis zamieścił Henryk Sienkiewicz w Krzyżakach.
Nazwa miasta według ludowych przekazów pochodzi od młynarza Przaśnika, który ugościł zbłąkanego na polowaniu księcia Konrada I mazowieckiego i otrzymał następnie tytuł szlachecki wraz z okolicznymi ziemiami.

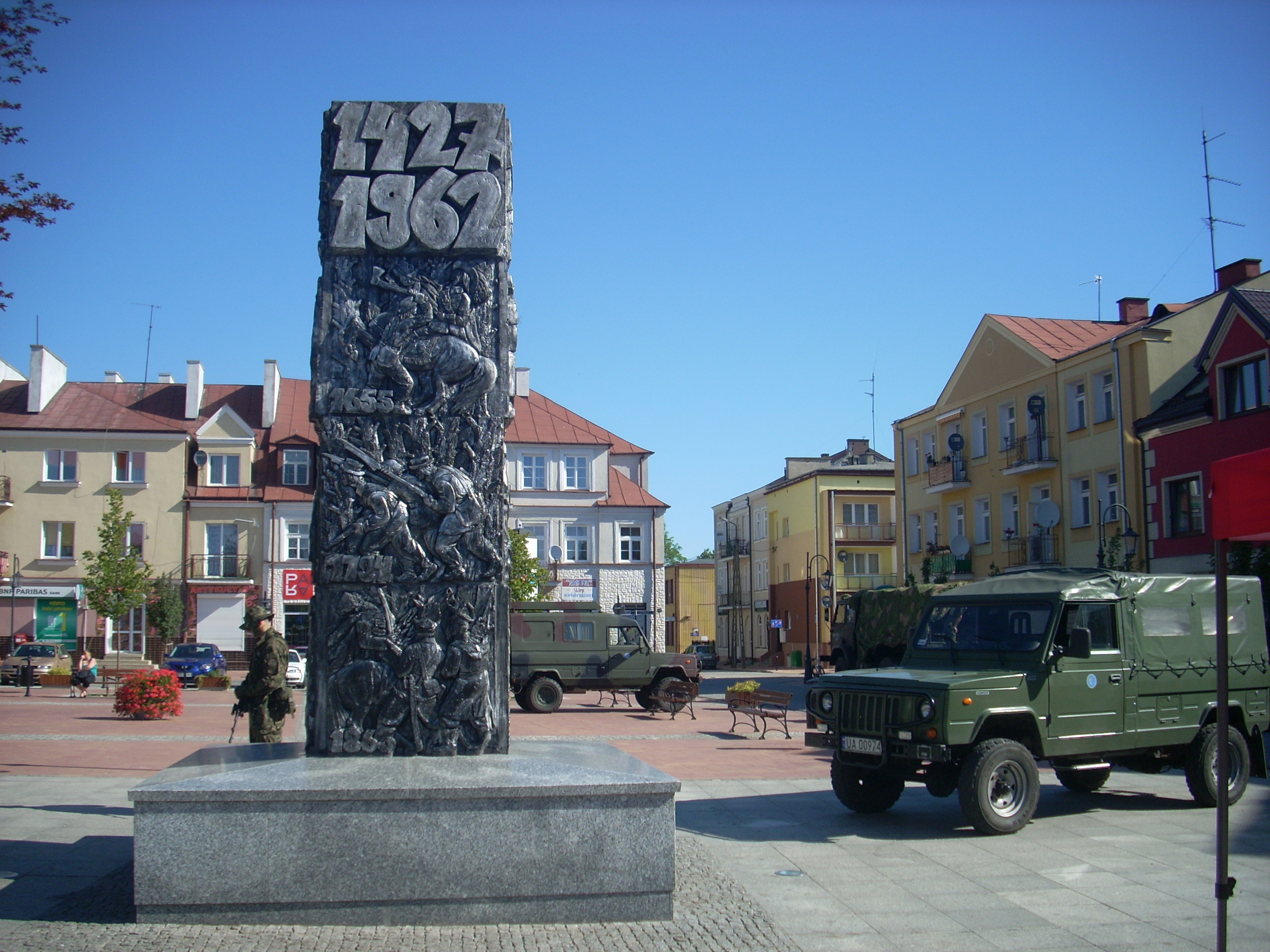
Pomnik upamiętniający uzyskanie rozszerzonych praw miejskich na rynku w Przasnyszu

Przasnysz szybki rozwój zawdzięczał korzystnemu położeniu na pograniczu dwóch ważnych pod względem gospodarczym terenów – Równiny Kurpiowskiej i rolniczej Wysoczyzny Ciechanowskiej. 10 października 1427 Przasnysz uzyskał od księcia mazowieckiego Janusza I Starszego przywilej miejski na prawie chełmińskim.
Największy rozkwit miasta nastąpił w wieku XVI, zwłaszcza po wcieleniu w 1526 Mazowsza do Korony. Administracyjnie Przasnysz wchodził w skład ziemi ciechanowskiej jako stolica rozległego powiatu. Lustracja dóbr królewskich z 1564 wykazała 689 domów w mieście i na przedmieściach oraz przeszło 500 rzemieślników różnych profesji:
- 126 piwowarów (czterokrotnie więcej niż Warka)
- 117 piekarzy
- 67 szewców
- 36 kuśnierzy
- 34 krawców
- 22 zdunów
- 14 kowali
- 6 mieczników
- 1 złotnika.

Przasnysz był wówczas trzecim ośrodkiem miejskim Mazowsza po Warszawie i Płocku, liczył według zaginionej dziś Kroniki klasztoru bernardynów 14 tysięcy mieszkańców, jednak współczesne szacunki historyków mówią raczej o 4–5 tysiącach. W opinii Jędrzeja Święcickiego było to „miasto wielkie, sławne jarmarkami na woły”, według Aleksandra Gwagnina – „miasto szerokie, kamiennym budowaniem sławne”.
W 1576 Przasnysz został siedzibą starostwa niegrodowego. W 1648 starostwo przasnyskie otrzymał w nagrodę obrońca Zbaraża książę Jeremi Wiśniowiecki.
Kres świetności miasta położył wielki pożar w 1613, zarazy, a miary nieszczęść dopełnił najazd Szwedów.
26 stycznia 1657 roku po zwycięskiej potyczce z oddziałem brandenburskim stoczonej w rejonie Chorzel do Przasnysza przybył Stefan Czarniecki, ale już 1 lutego zmuszony był się z niego wycofać pod naporem przeważających sił Szwedów dowodzonych przez Stenbocka. Wojska szwedzkie stacjonowały w Przasnyszu 11 dni.
Upadek Przasnysza okazał się długotrwały. Dopiero w 2 poł. XVIII w. miasto zaczęło się ponownie rozwijać.
W czasie Konfederacji Barskiej w okolicach Przasnysza mieściła się baza wypadowa oddziału konfederatów słynnego Kozaka Józefa Sawy Calińskiego, wybitnego dowódcy, który po dostaniu się do niewoli rosyjskiej po bitwie pod Szreńskiem, zmarł od ran i został pochowany w okolicach Przasnysza w 1771 r.
13 marca 1794 roku w Przasnyszu stanął na czele zbuntowanej I Wielkopolskiej Brygady Kawalerii Narodowej gen. Antoni Józef Madaliński, który marszem z Ostrołęki do Krakowa dał sygnał do wybuchu insurekcji kościuszkowskiej. Madaliński zaciągnął oddziałek Kurpiów, formując z nich jednostkę strzelców pieszych.
Po klęsce insurekcji kościuszkowskiej i III rozbiorze Polski (1795) Przasnysz znalazł się w składzie monarchii pruskiej jako siedziba rozległego powiatu obejmującego m.in. Ciechanów.
30 stycznia 1807 w Przasnyszu zatrzymał się Napoleon I Bonaparte.
W latach 1807–1815 Przasnysz wchodził w skład Księstwa Warszawskiego, a następnie po Kongresie wiedeńskim stał się częścią Królestwa Polskiego, wchodzącego w skład Imperium Rosyjskiego.
W 1863 roku powstańcy stoczyli w okolicach miasta kilka potyczek z oddziałami wojsk rosyjskich. 14 listopada 1863 w Przasnyszu dokonano publicznej egzekucji jednego z dowódców powstańczych Stefana Cieleckiego „Orlika”, wziętego do niewoli w czasie bitwy pod wsią Osówka. Po powstaniu styczniowym w Przasnyszu stacjonowały na stałe wojska rosyjskie.

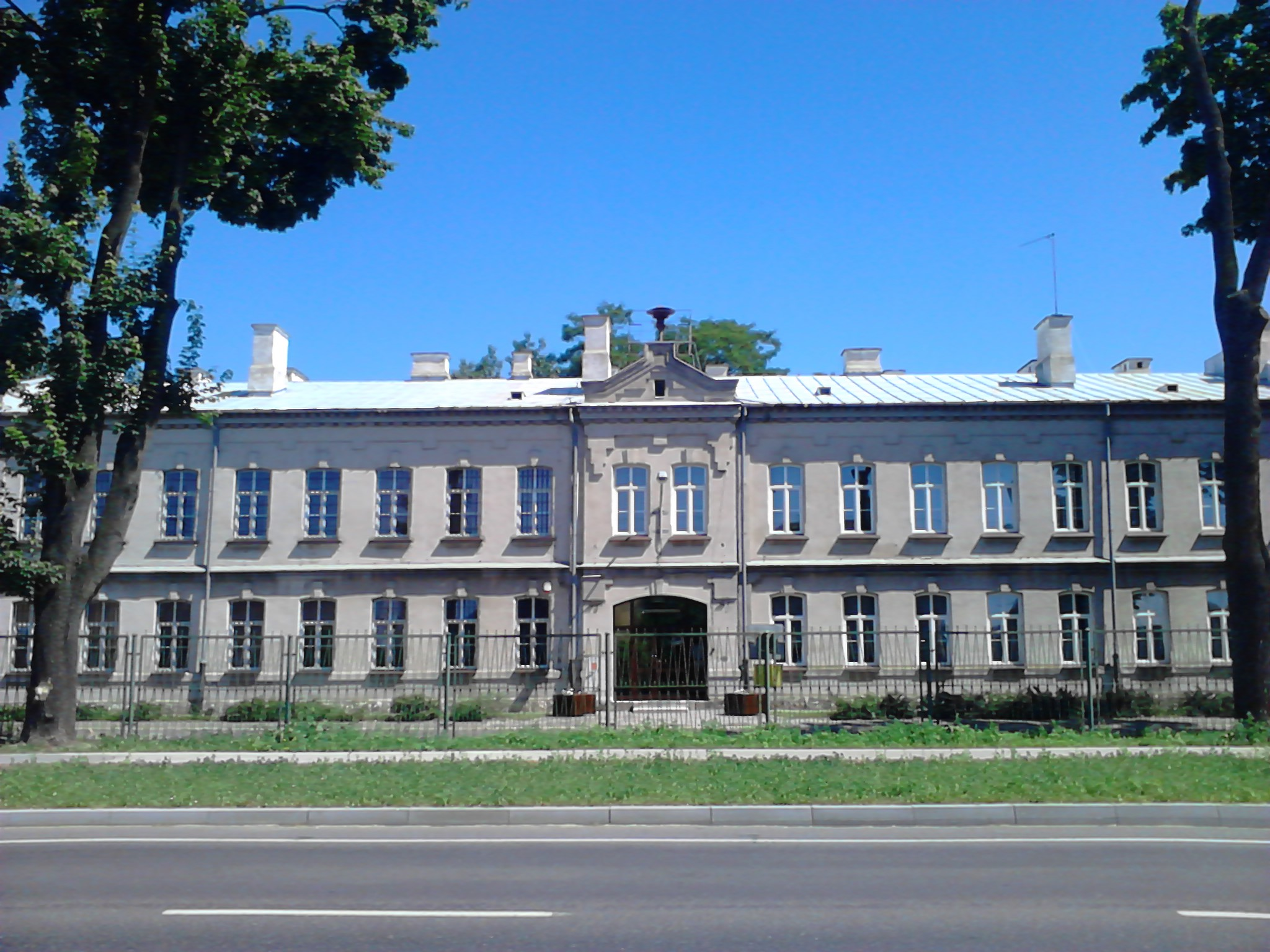
Budynek koszar (XIX w.) przy ul. Makowskiej

W 2. połowie XIX w. nastąpił szybki rozwój Przasnysza. Działało kilka małych zakładów przemysłowych. W końcu XIX w. władze wojskowe przystąpiły do budowy koszar przy ul. Makowskiej, w których stacjonowały oddziały 6 pułku kozaków dońskich. W mieście oprócz kościołów katolickich był kościół ewangelicki i cerkiew prawosławna oraz synagoga. W 1910 Przasnysz liczył 10,5 tys. mieszkańców.

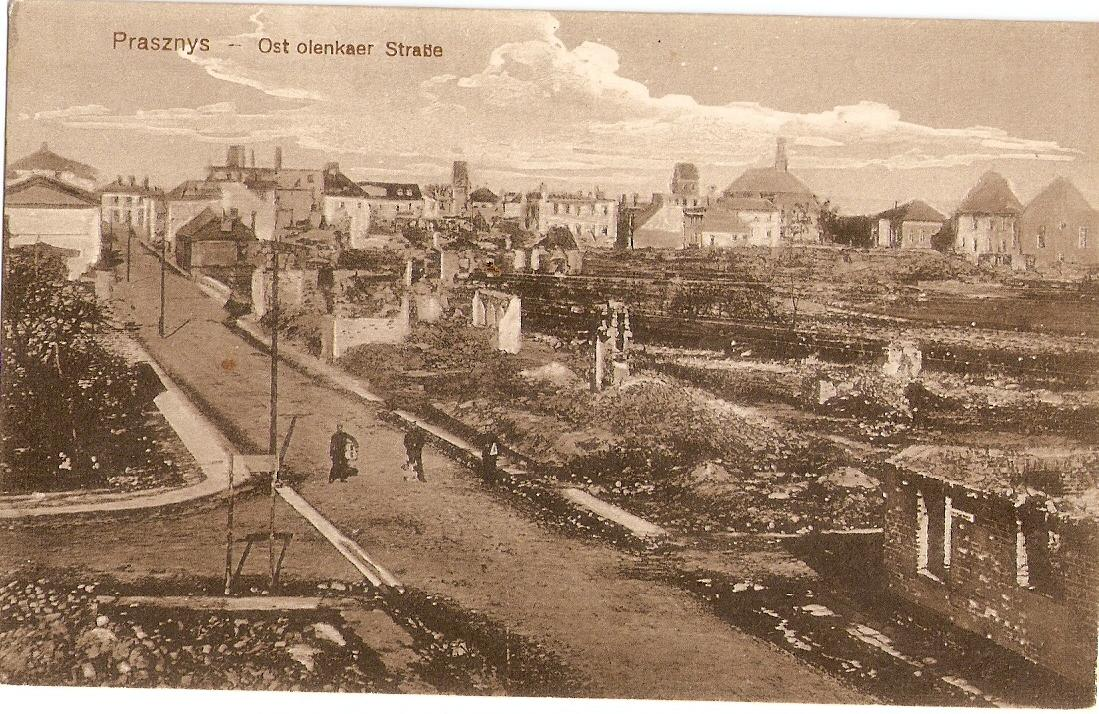
Przasnysz zniszczony działaniami wojennymi w 1915 r.

W czasie I wojny światowej, w listopadzie i grudniu 1914 pod Przasnyszem toczyły się ciężkie walki pomiędzy wojskami rosyjskimi a niemieckimi. Miasto wielokrotnie przechodziło z rąk do rąk. 24 lutego 1915 zostało zajęte przez Niemców, ale już 27 lutego zostali oni wyparci przez oddziały rosyjskie z I i II Korpusu Syberyjskiego.
13 lipca 1915 r., w obecności przybyłego feldmarszałka Paula von Hindenburga, grupa gen. Gallvitza uderzyła na Przasnysz. Po wielogodzinnych walkach, 14 lipca Rosjanie opuścili miasto i wycofali się nad dolną Narew. W wyniku działań wojennych zniszczeniu uległo 70% zabudowy Przasnysza.
W sierpniu 1920 w okolicach Przasnysza miały miejsce wyjątkowo zacięte walki z bolszewicką 15 Armią. Przez dwa tygodnie miasto było okupowane przez wojska sowieckie. Wyzwolenie Przasnyszowi przyniósł 21 sierpnia 202 Pułk Piechoty ze składu Dywizji Ochotniczej płk. Adama Koca.
W okresie międzywojennym Przasnysz był stolicą powiatu w województwie warszawskim. W pierwszych latach niepodległości trwała odbudowa ze zniszczeń wojennych. Powstało wiele budowli użyteczności publicznej: elektrownię, gimnazjum i szkołę powszechną, szkołę rolniczą, teatr miejski, stadion i dom sportowy. Głównym zajęciem mieszkańców Przasnysza było nadal rolnictwo, rzemiosło oraz drobny handel. W 1938 roku Przasnysz liczył 8 tys. mieszkańców, w tym ok. 3 tys. Żydów.

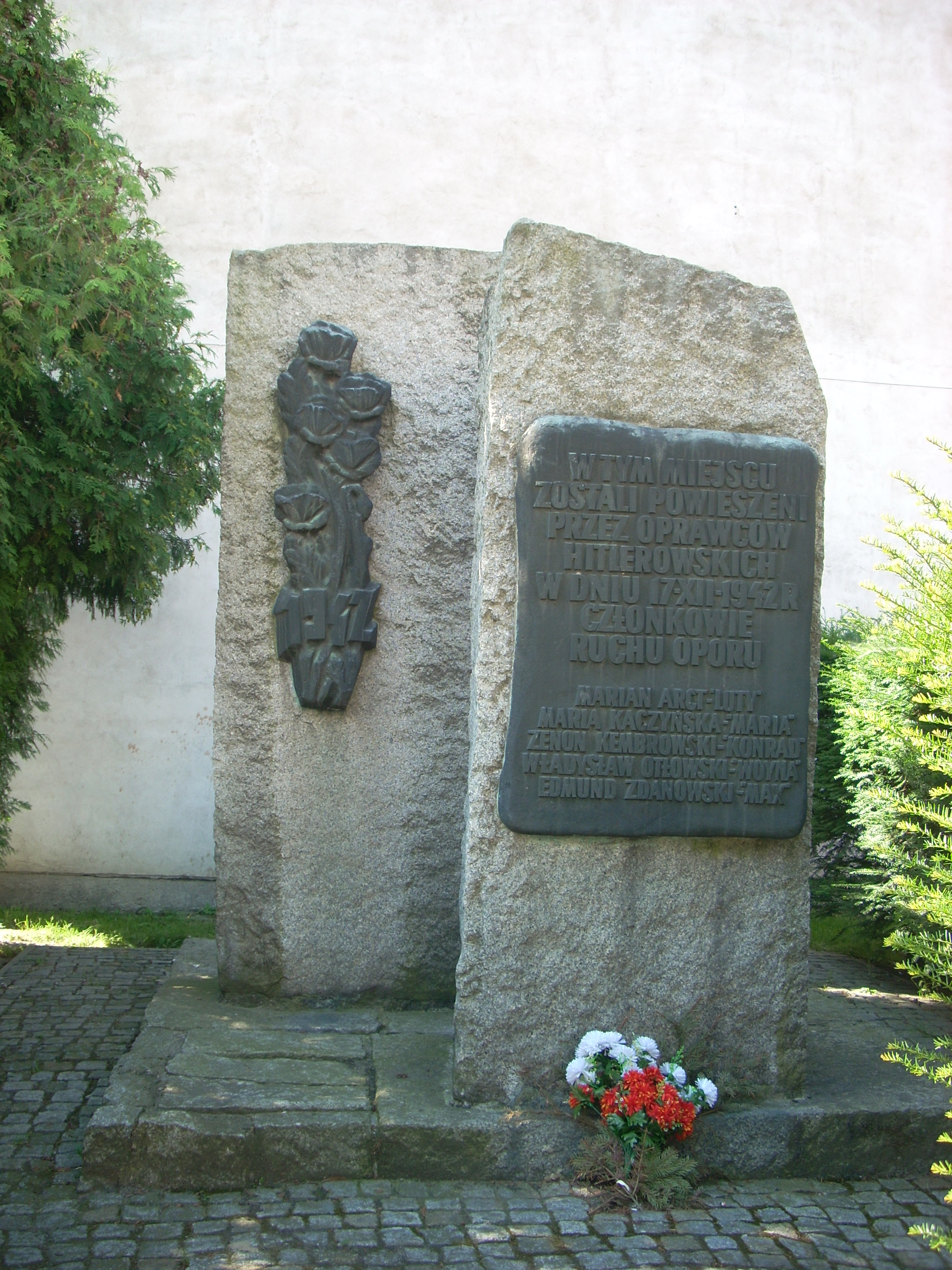
Pomnik powieszonych członków ZWZ-AK na rynku

W pierwszych dniach września 1939 pod Przasnyszem ciężkie boje toczyła Mazowiecka Brygada Kawalerii pod dowództwem płk. Jana Karcza. Po klęsce wrześniowej Niemcy włączyli powiat przasnyski do Rzeszy. Ludność żydowska została wysiedlona, a następnie wymordowana w obozach zagłady. W klasztorze kapucynek utworzono obóz pracy przymusowej, zakonnice zaś i pasjonistów z pobliskiego klasztoru męskiego wywieziono do obozu koncentracyjnego Soldau (KL) w Działdowie. W okresie okupacji hitlerowskiej w rejonie Przasnysza aktywną działalność prowadziły organizacje konspiracyjne i oddziały partyzanckie, głównie AK i NSZ. 17 czerwca 1942 Niemcy rozstrzelali za miastem 20 zakładników. 17 grudnia tegoż roku w publicznej egzekucji w rynku powieszono 5 członków sztabu Obwodu ZWZ-AK.
Wkrótce po zajęciu miasta przez wojska sowieckie 18 stycznia 1945 NKWD rozpoczęła masowe aresztowania i deportacje polskich patriotów. W latach 1945–1951 w okolicach Przasnysza działały liczne oddziały zbrojne antykomunistycznego podziemia.
W latach 60. rozpoczął się szybki rozwój miasta, zahamowany w wyniku reformy administracyjnej z 1975. w 1966 powstała filia Zakładów Aparatury Rozdzielczej im. Georgi Dymitrowa, gdzie produkowano odgromniki. Na potrzeby tego zakładu powstał zespół szkół mieszczący szkołę zawodową i technikum.
Od 1 stycznia 1999 roku Przasnysz jest siedzibą powiatu w województwie mazowieckim.

## Media

### Radio
- PR2 - 107, 1 MHz
- RMF FM - 107, 9 MHz

### Telewizja
- TVP3 Przasnysz
- TV Przasnysz

### Prasa
- WPZ24
- Dla Przasnysza

## Zabytki

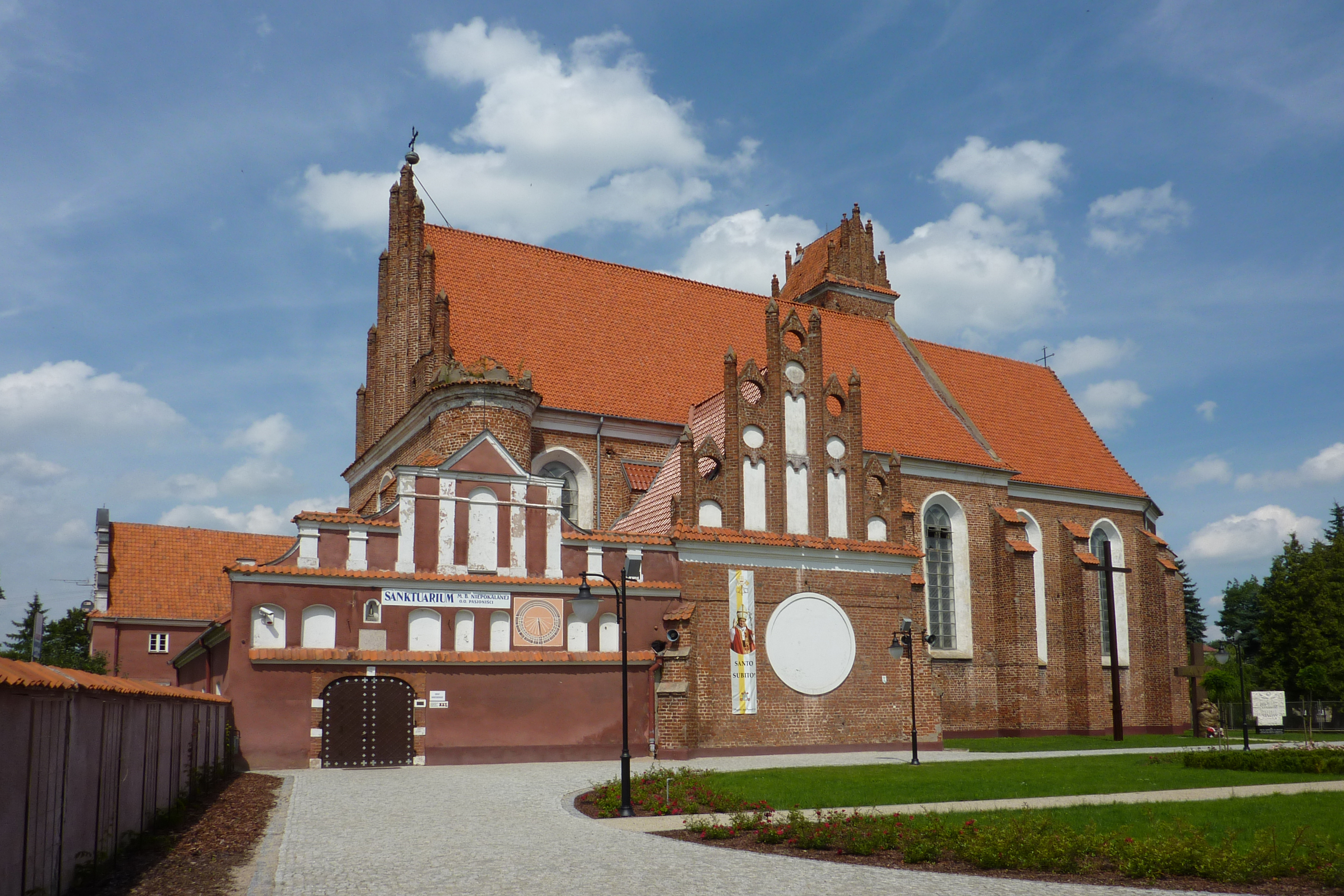
Kościół i klasztor pasjonistów w Przasnyszu

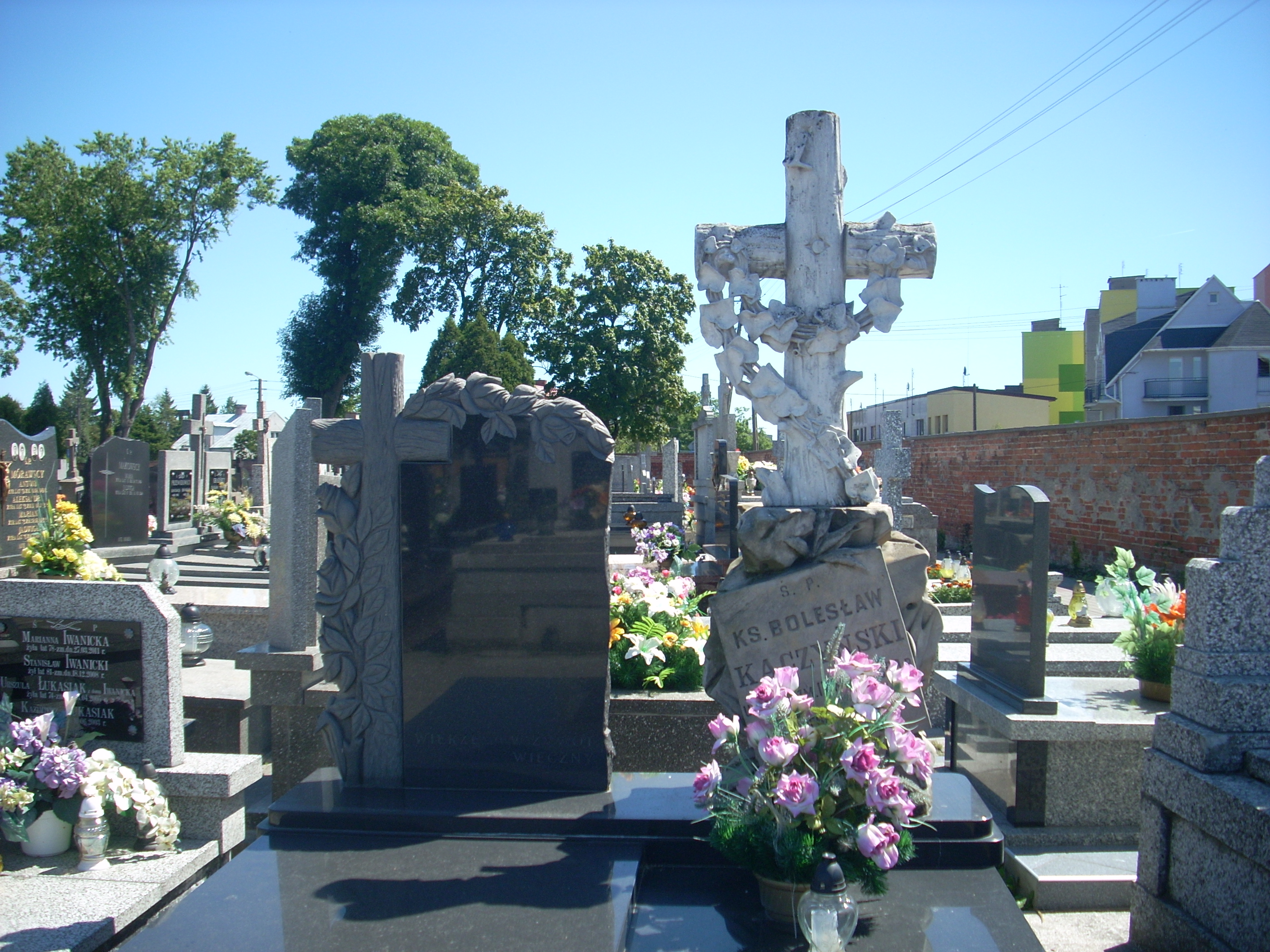
Zabytkowy nagrobek na cmentarzu rzymskokatolickim

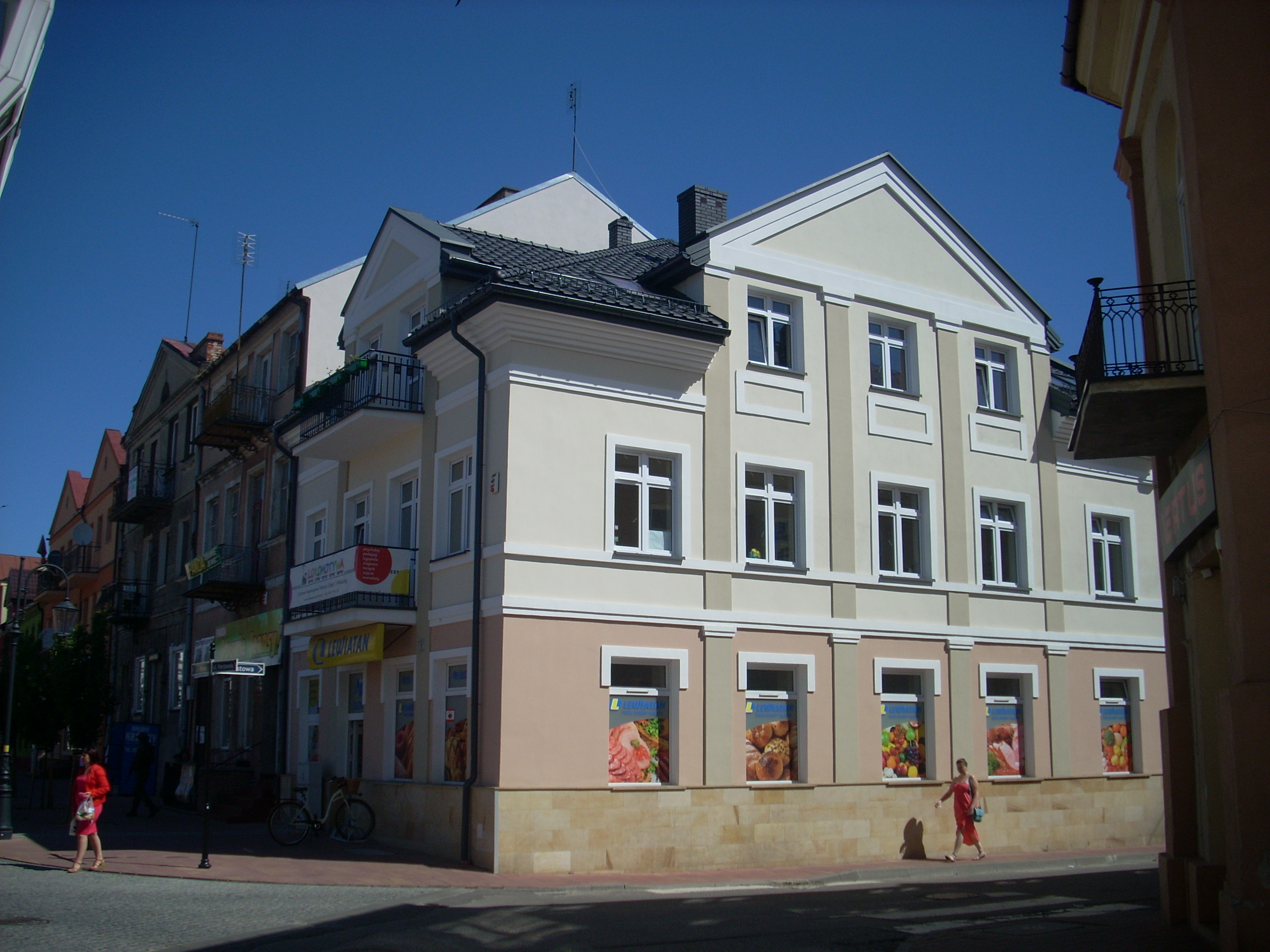
XIX-wieczna kamienica u zbiegu Rynku, ulic Mostowej i Warszawskiej

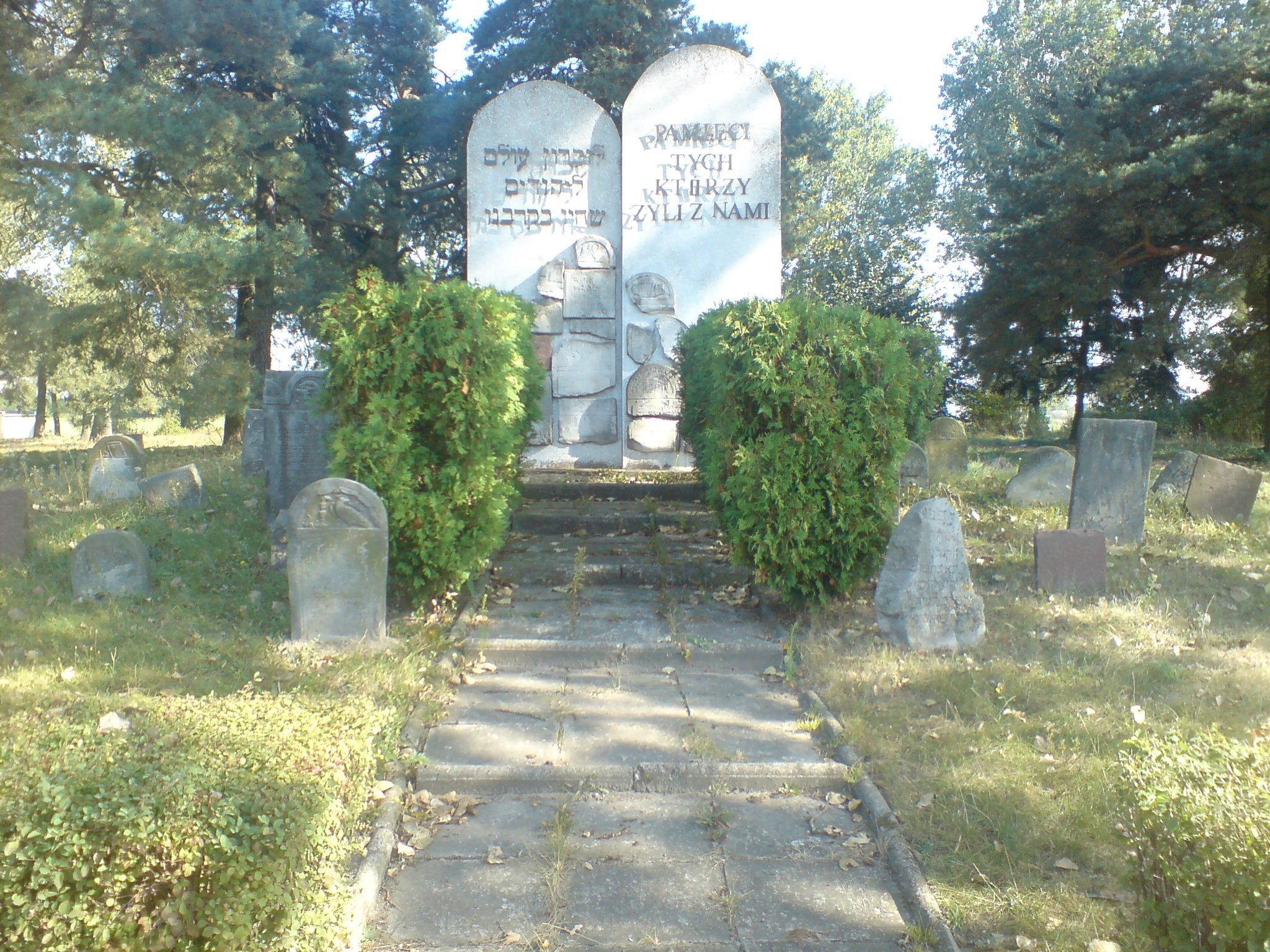
Cmentarz żydowski

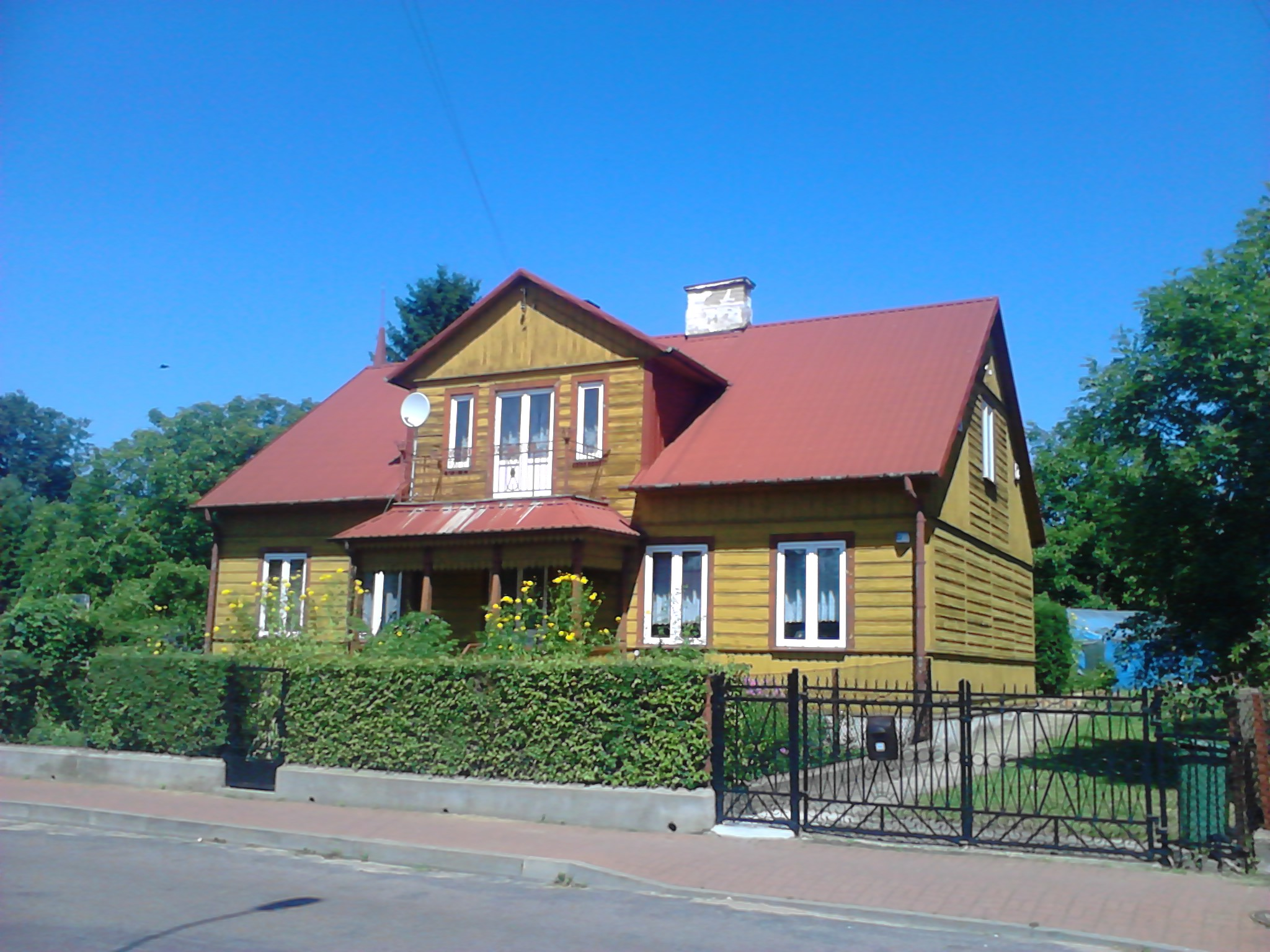
Drewniany budynek przy ul. Świerczewo

- kościół farny pw. Wniebowzięcia NMP z lat 1474–1485, wzniesiony w stylu gotyckim, wielokrotnie restaurowany; miejsce chrztu św. Stanisława Kostki i pochówku członków jego rodziny.
- gotycka dzwonnica wolno stojąca, zapewne z końca XV w. (obok kościoła farnego).
- zespół dawnego klasztoru bernardynów (dziś pasjonistów): kościół pw. św. Jakuba i św. Anny z lat 1588–1618 – uznawany za jeden z najpóźniejszych kościołów gotyckich w Polsce i klasztor wczesnobarokowy, wzniesiony w latach 1637–1671. Obiekty te wpisane zostały na listę Kanonu Krajoznawczego Polski. W kościele znajduje się słynący łaskami obraz Matki Boskiej z Dzieciątkiem, czczony dziś jako Niepokalana Przewodniczka z Przasnysza (koronowany w 1977).
- zespół klasztorny kapucynek: kościół pw. św. Klary i św. Józefa, wzniesiony w latach 1609–1616 i klasztor z tego samego okresu; wielokrotnie niszczony i odbudowywany, w obecnym wyglądzie bezstylowy.
- ratusz barokowo-klasycystyczny z końca XVIII w., po I wojnie światowej otoczony z trzech stron parterową przybudówką z podcieniami; obecnie Muzeum Historyczne.
- budynek z pocz. XIX w., wzniesiony dla generała pruskiego Rouquette, w okresie międzywojennym zajmowany przez starostwo powiatowe, obecnie siedziba BPH.
- kamienica, róg Warszawskiej i Mostowej, 1843.
- domy: ul. Kacza 15 (przebudowany), Mostowa 10, Piłsudskiego 6 (róg Warszawskiej), poł. XIX w.
- kamienice w rynku, XIX w. (po 1875) i I poł. XX w.
- d. poczta, obecnie PZU, koniec XIX w.
- budynki w zespole koszar, ul. Makowska, 1902–1912 (nr 3, 5, 6, 7, 10)
- d. elektrownia, obecnie Rejon Energetyczny Przasnysz, 1919.
- budynek gimnazjum, obecnie Zespół Szkół Licealnych im. KEN, l. 20. XX w.
- zespół d. Szkoły Rolniczej, obecnie Dom Pomocy Społecznej, ul. Ruda, l. 20. XX w.
- d. Teatr Miejski (później kino) i remiza strażacka, ul. Dąbrowskiego, l. 20. XX w.
- budynek stacyjny, drewn., 1925 (Mławska Kolej Dojazdowa).
- przytułek, wł. Zgromadzenia SS. Miłosierdzia św. Wincentego á Paulo, 1930-32 (budynek przy ul. Świerczewo).
- d. Dom Sportowy, obecnie Miejski Dom Kultury, l. 30. XX w.
- most stalowy na rzece Węgierce, po 1920.
- cmentarz rzymskokatolicki, zał. 1802.
- park miejski XVIII – XIX w.

W okresie okupacji hitlerowskiej rozebrane zostały:
- kościół św. Ducha, gotycki z XV w[8].
- synagoga.

Po II wojnie światowej ich los podzielił XIX-wieczny kościół ewangelicki.

### Rejestr zabytków

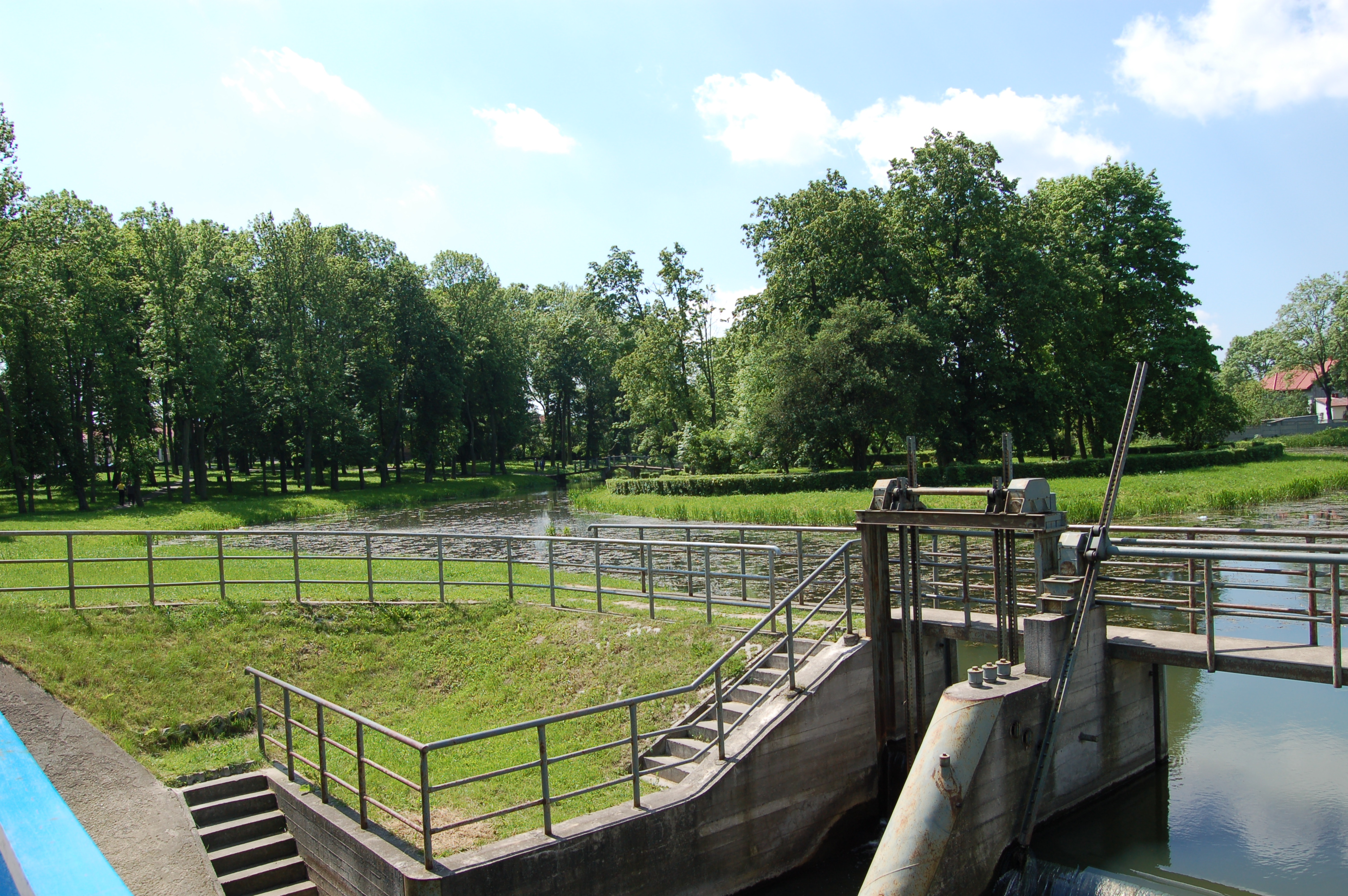
Park miejski w Przasnyszu (XVIII w., 1825, 1921)

Do rejestru zabytków nieruchomych wpisane są obiekty:
- kościół par. pw. Wniebowzięcia NMP, XV, 1670, 1880, 1914 (nr rej.: A-383 z 8.12.1958)
  - dzwonnica, XV / XVI
- zespół klasztorny bernardynek, obecnie felicjanek, XVIII (A-381 z 8.12.1958):
  - kościół pw. śś. Klary i Józefa
  - klasztor
- zespół klasztorny bernardynów, XVI – XVII (A-380 z 17.04.1958):
  - kościół pw. śś. Jakuba i Anny
  - klasztor
- cmentarz rzym.-kat. (najstarsza część) (A-530 z 30.01.1986)
- park miejski, XVIII – XIX (A-512 z 27.01.1984)
- ratusz, 2 poł. XVIII (A-428 z 7.05.1962)
- dom, ob. bank, ul. 3 Maja 13, po 1819, XX (A-1125 z 28.01.2013)
- budynki nr 3, 5, 6, 7, 10 w zespole koszar, ul. Makowska, 1902–1912 (A-614 z 8.03.1995)
- budynek d. gimnazjum, ob. zespół szkół, ul. św. Stanisława Kostki, 1924 (A-999 z 10.12.2010)
- budynek stacyjny, drewn., 1925 (A-615 z 24.07.1995; dec. Mławska Kolej Dojazdowa)
- most stalowy na rzece Węgierce, stalowy, po 1920 (A-615 z 18.09.1995)

## Demografia

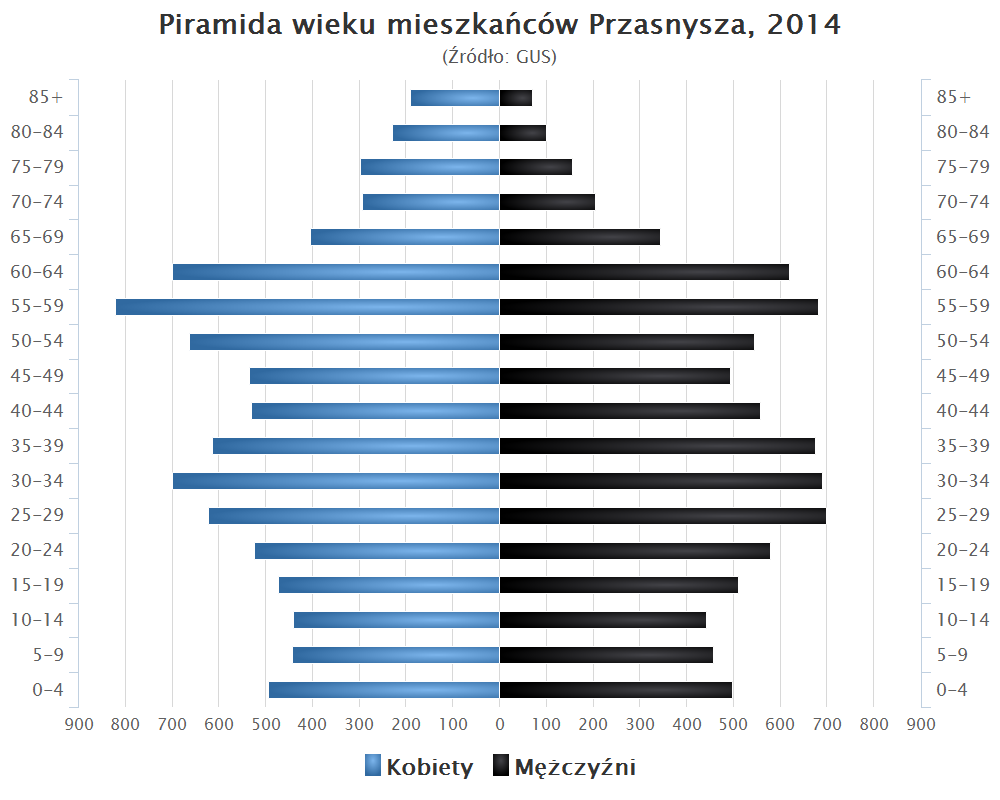
Piramida wieku mieszkańców Przasnysza w 2014 roku

Dane z 30 czerwca 2004:
| Opis                              | Ogółem | Ogółem | Kobiety | Kobiety | Mężczyźni | Mężczyźni |
| --------------------------------- | ------ | ------ | ------- | ------- | --------- | --------- |
| Jednostka                         | osób   | %      | osób    | %       | osób      | %         |
| Populacja                         | 17 110 | 100    | 8862    | 51,8    | 8248      | 48,2      |
| Gęstość zaludnienia [mieszk./km²] | 680    | 680    | 352,2   | 352,2   | 327,8     | 327,8     |

| Dane historyczne                     | Dane historyczne | Dane historyczne |
| Rok                                  | Ludność          | Zm., %           |
| ------------------------------------ | ---------------- | ---------------- |
| 1910                                 | 10 500           | –                |
| 1921                                 | 6340             | −39,6%           |
| 1938                                 | 8000             | 26,2%            |
| 1997                                 | 17 552           | 119,4%           |
| 1998                                 | 17 556           | 0%               |
| 2006                                 | 17 823           | 1,5%             |
| 2007                                 | 16 993           | −4,7%            |
| 2012                                 | 17 621           | 3,7%             |
| 2013                                 | 17 634           | 0,1%             |
| 1910,1921,1938 1997,2007 – dane GUSu |                  |                  |

## Osiedla

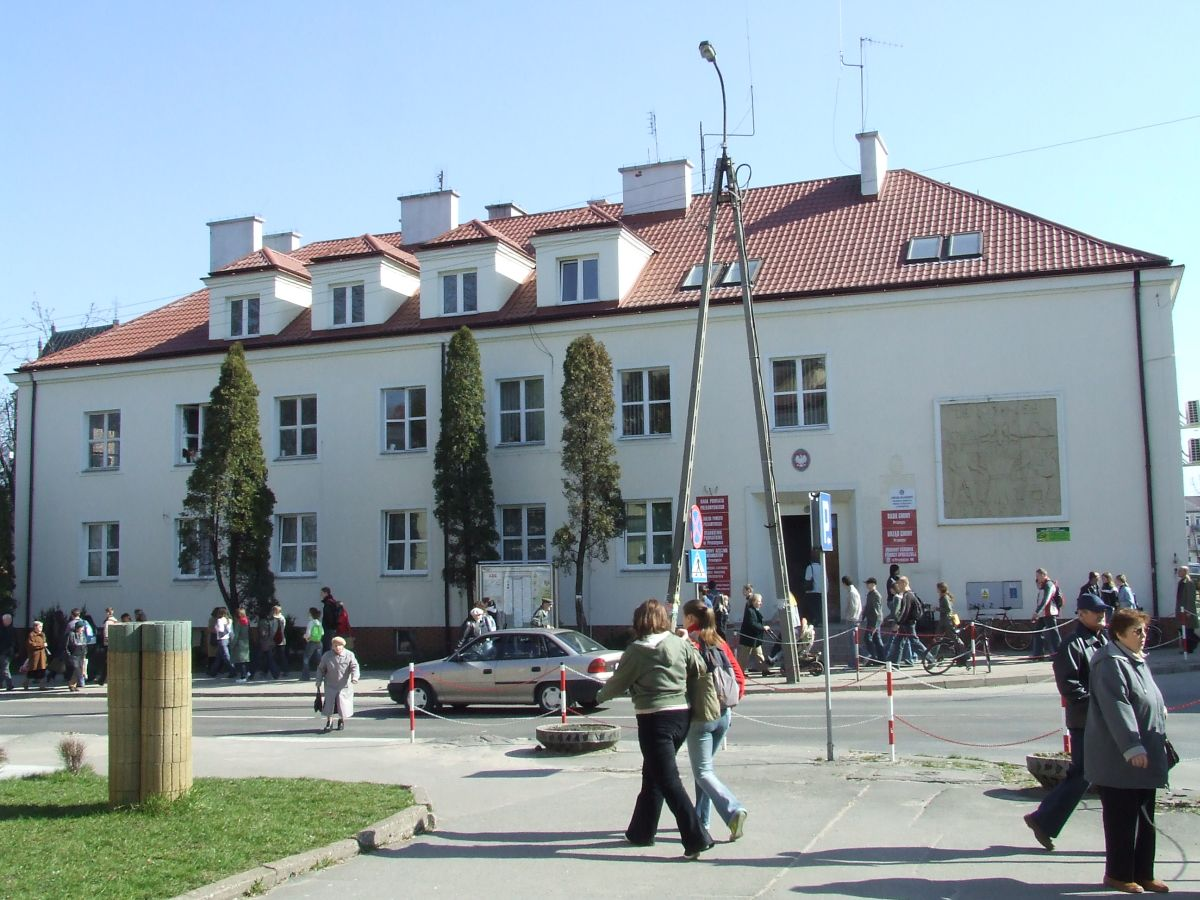
Siedziba Rady Gminy i Powiatu

Władze miasta powołały 11 osiedli, będącymi jednostkami pomocniczymi gminy. Zarząd każdego osiedla jest wybierany na czteroletnią kadencję.
Osiedla mieszkaniowe:
- Zawodzie
- Błonie
- Osiedle Orlika
- Piaski
- Rolnicza
- Stawki
- Osiedle Starzyńskiego Witosa
- Waliszewo
- Węgierka
- Wschód (OSWD)
- Osiedle Wojskowe (Jednostka)

## Gospodarka
W Przasnyszu działa centrum handlowe, 5 dyskontów spożywczych oraz 2 markety elektroniczne.
Największe zakłady produkcyjne – Kross SA, ABB Sp. z o.o.

## Transport

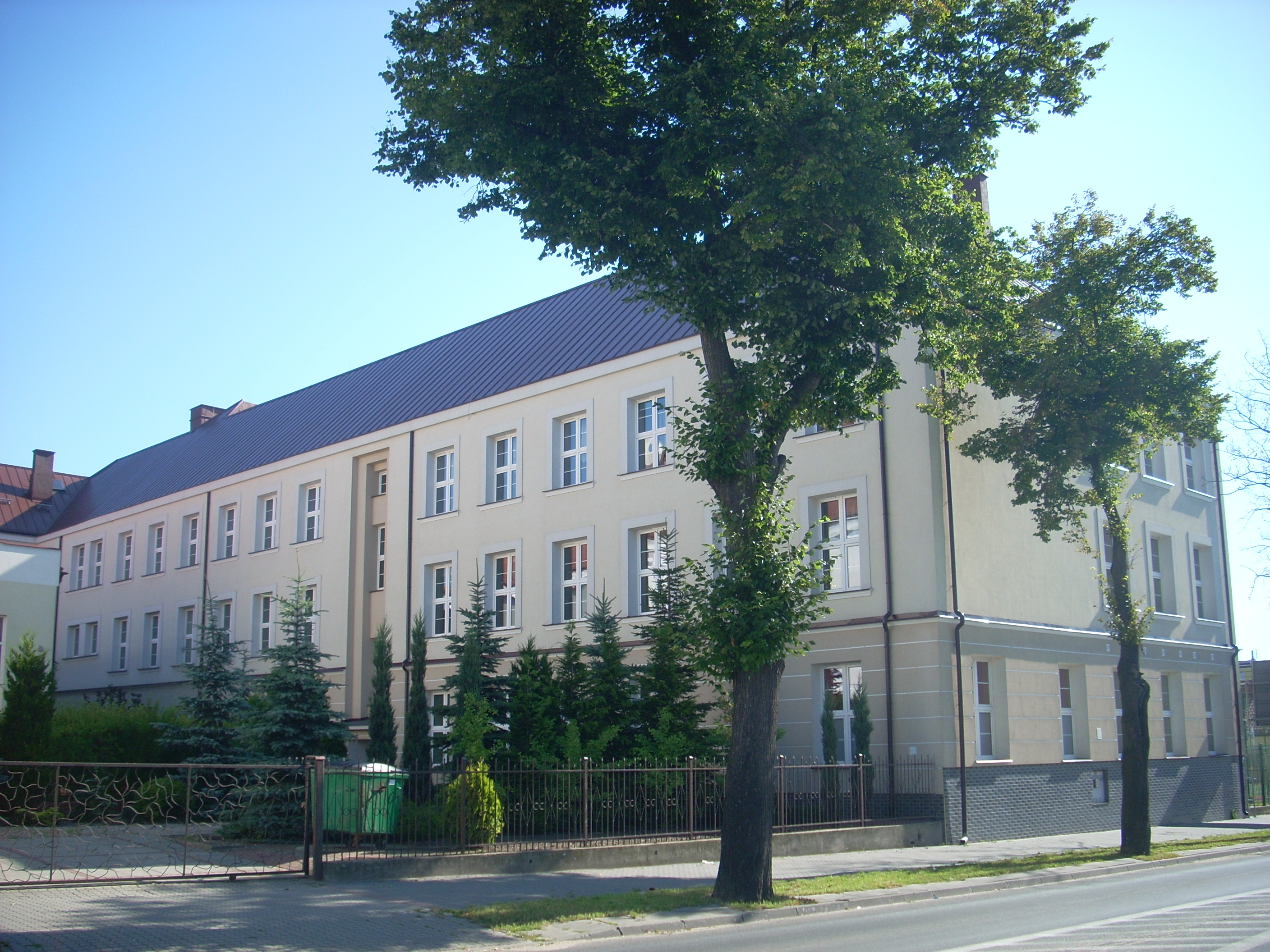
Szkoła Podstawowa nr 2 im. Henryka Sienkiewicza

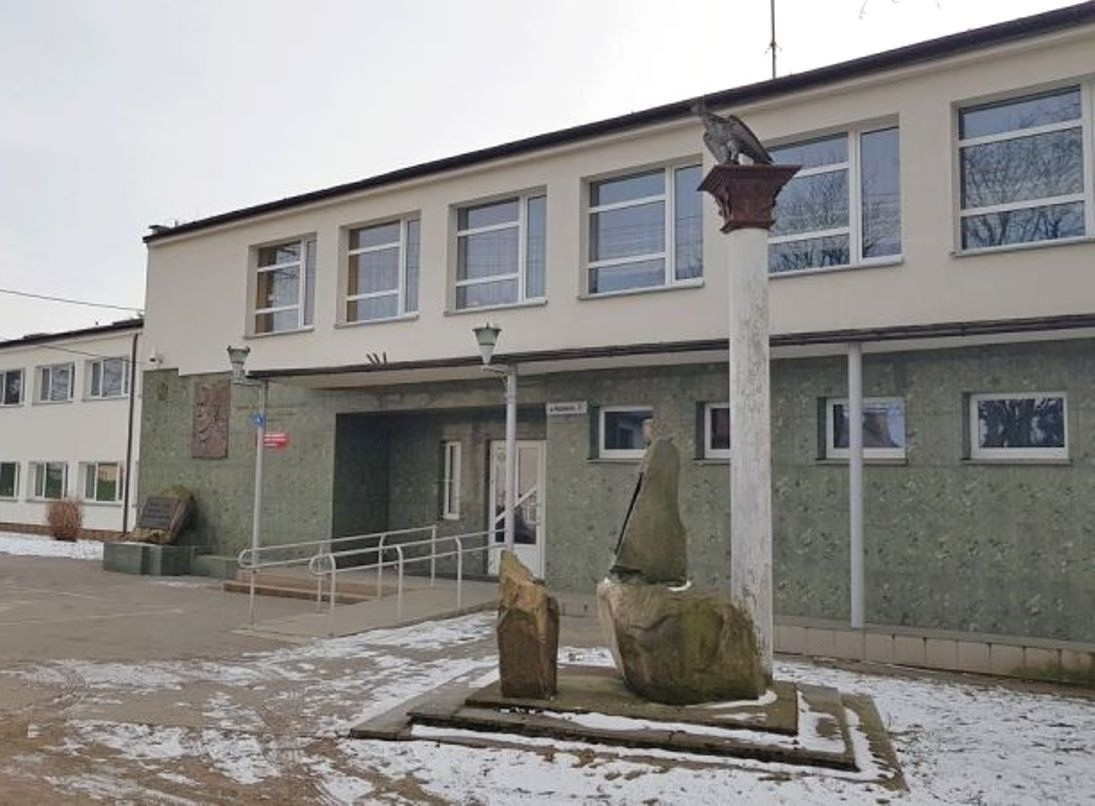
Zespół Szkół Powiatowych

Przasnysz posiada bezpośrednie połączenia autobusowe z Warszawą, Ostrołęką, Ciechanowem, Olsztynem, Poznaniem, Płockiem, Mławą, Białymstokiem, Gdańskiem, Szczytnem, Mrągowem, Makowem Mazowieckim i in.
Przasnysz nie posiada stacji kolejowej – najbliższa taka stacja znajduje się w Ciechanowie, jest ona obsługiwana przez PKP-Intercity oraz Koleje Mazowieckie. Miasto posiada za to wiele połączeń autobusowych, obsługiwanych przez przedsiębiorstwa PKS Przasnysz, PKS Ciechanów, PKS Ostrołęka, PKS Warszawa, PKS Olsztyn, PKS Mława, PKS Mrągowo oraz przewoźników prywatnych.

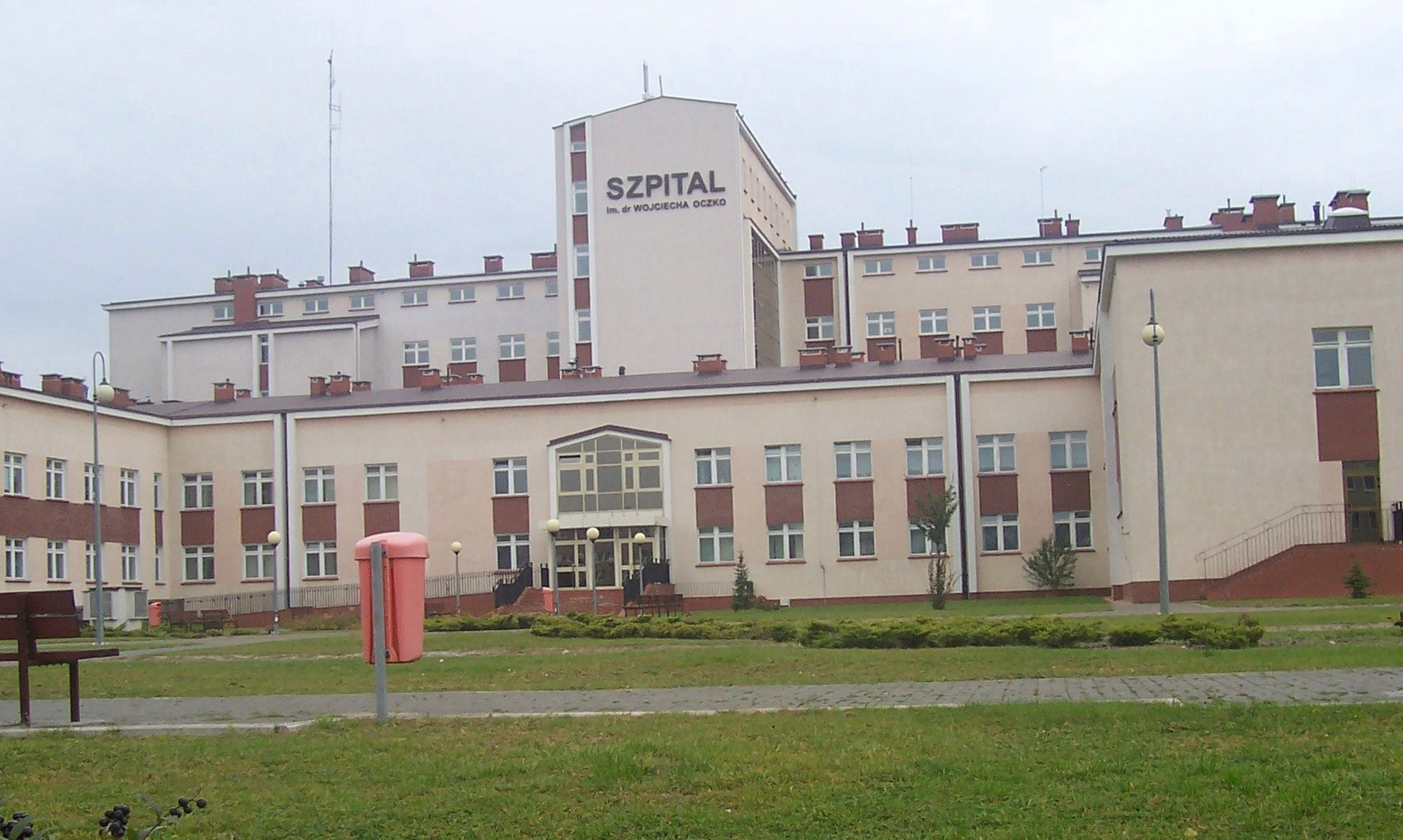
Szpital im. Wojciecha Oczko w Przasnyszu

Około 3,5 km od centrum miasta, w Sierakowie znajduje się lądowisko Przasnysz-Sierakowo.

### Lądowisko
W 2013 r. przy ul. Sadowej oddano do użytku lądowisko sanitarne dla helikopterów.

## Oświata

### Szkoły podstawowe
- Szkoła Podstawowa nr 1 z Oddziałami Integracyjnymi im. Kawalerów Orderu Uśmiechu w Przasnyszu
- Szkoła Podstawowa nr 2 im. Henryka Sienkiewicza w Przasnyszu
- Szkoła Podstawowa nr 3
- Specjalny Ośrodek Szkolno-Wychowawczy (dawna Szkoła Nr 4)

### Szkoły średnie
- Zespół Szkół Licealnych Liceum Ogólnokształcące im. Komisji Edukacji Narodowej
- Zespół Szkół Powiatowych im. mjra Henryka Sucharskiego w Przasnyszu (dwa budynki ul. Mazowiecka 25 oraz ul. Sadowa 1, potocznie nazywany „szkołą rolniczą”)
- Akademickie Liceum Ogólnokształcące pod patronatem Uczelni Lingwistyczno-Technicznej (siedziba ULT)
- Specjalny Ośrodek Szkolno-Wychowawczy (dawna Szkoła Nr 4)

### Szkoły policealne
- Zespół Medycznych Szkół Policealnych w Przasnyszu

### Szkoły wyższe
- Uczelnia Lingwistyczno-Techniczna w Przasnyszu
- Zamiejscowy Ośrodek Dydaktyczny Międzywydziałowego Studium Gospodarki Przestrzennej SGGW (do 2009 r.)[15]

## Kultura

### Muzea
- Muzeum Historyczne w Przasnyszu
- Muzeum Weterynarii Wiesławy i Waldemara Krzyżewskich w Przasnyszu

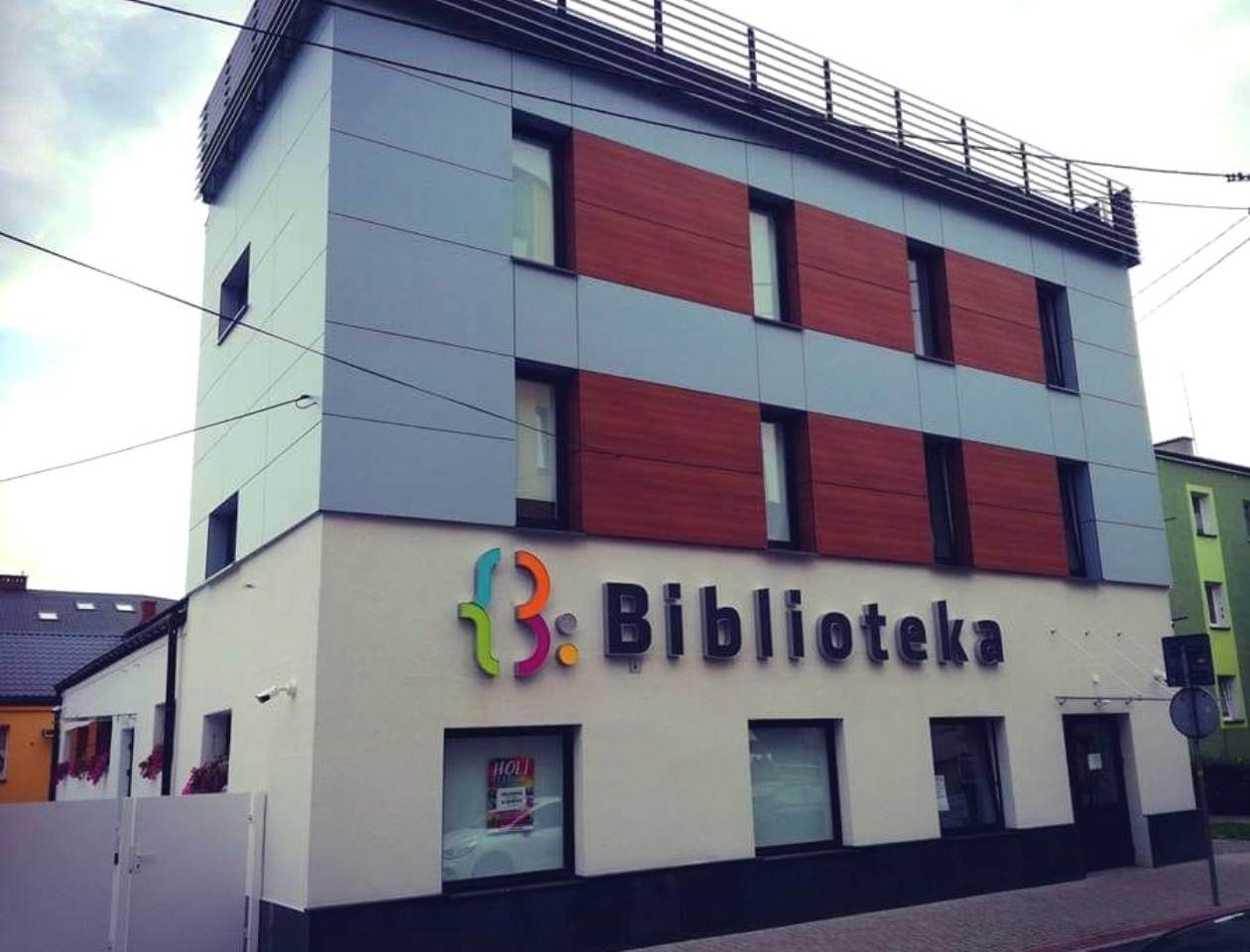
Miejska Biblioteka Publiczna

### Biblioteki
- Miejska Biblioteka Publiczna w Przasnyszu
- Biblioteka Pedagogiczna w Ostrołęce Filia w Przasnyszu

### Domy i ośrodki kultury

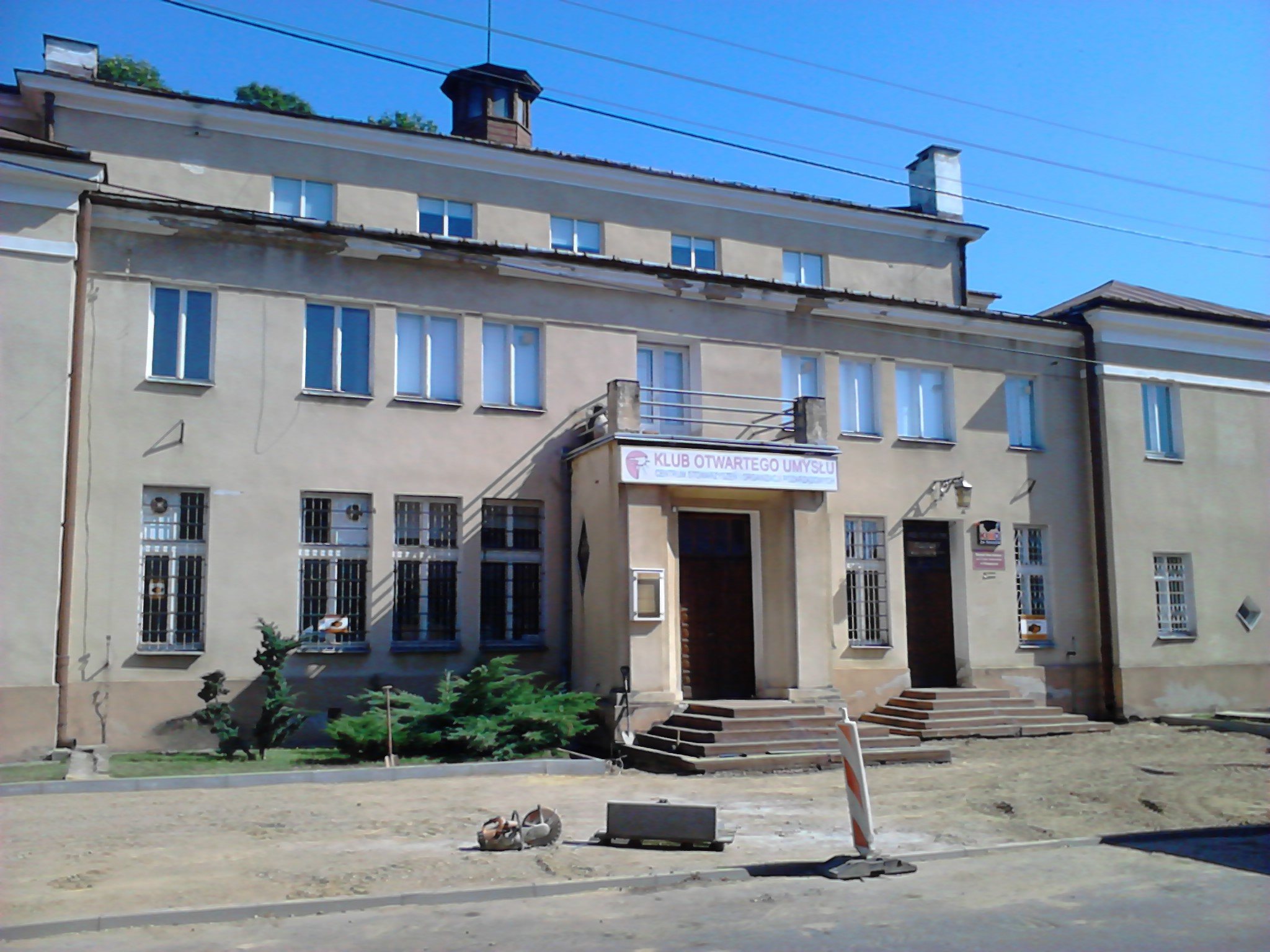
Dom kultury w Przasnyszu

- Miejski Dom Kultury im. Stanisława Ostoi-Kotkowskiego
- Klub Garnizonowy

### Organizacje pozarządowe
- Towarzystwo Przyjaciół Ziemi Przasnyskiej
- Stowarzyszenie „Razem”
- Fundacja Przasnyska
- Federacja Ruch Organizacji na rzecz Społecznej Aktywności ROSA

### Wydawnictwa
- Wydawnictwo Forteca
- Wydawnictwo Techniczne
- Wydawnictwo Mazowieckie

### Kultura niezależna
- Naczelny Organ Wesołej Komitywy Uzurpatorów Rzeczywistości
- Przasnyska Grupa Artystyczna
- Galeria „Kąt”
- Ogólnopolskie Plenerowe Prezentacje Fotografii Artystycznej „Stodoła” Tadeusza Myślińskiego
- Duet gitarowy Tomasz Kaszubowski-Paweł Nawara
- Amicus Dei

### Media

#### Obecnie
- Gazeta w Przasnyszu
- Kurier Przasnyski
- Tygodnik Ostrołęcki (wydanie przasnyskie)

#### Dawniej
- Głos Ziemi Przasnyskiej
- Kukułka
- Nasz Patron
- Solidarność Przasnyska
- Przasnyska Niezależna
- Gazeta Przasnyska
- Ziemia Przasnyska
- Kurier Kupiecki – Przasnysz
- Liber
- Tygodnik Ilustrowany (1997–2001)
- Informacje z Przasnyskiego Ratusza
- Nasz Przasnysz
- Idący... w Przyszłość. Miesięcznik Powiatu Przasnyskiego (wydawany w Chorzelach)
- Radio Przasnysz

#### Portale informacyjne
- Infoprzasnysz.com – przasnyski portal informacyjny
- eprzasnysz.pl

## Sport i rekreacja
- Ośrodek Sportu i Rekreacji, ul. Makowska 23 (stadion na 740 miejsc o wymiarach 105 × 68 m z ośmiotorową bieżnią okólną z mączki ceglanej o długości 400 m, pawilonem-szatnią, 2 boiskami o nawierzchni sztucznej, boiskiem siatkarskim oraz 2 kortami tenisowymi)[16]
  - Hala sportowa, ul. Sadowa
- Aeroklub Północnego Mazowsza
- Miejski Klub Sportowy (MKS Przasnysz) – klub piłki nożnej grający w IV lidze mazowieckiej. Założony w 1923 roku. Honorowym Prezesem klubu jest Waldemar Trochimiuk oraz Bogusław Postek. Obecnym Prezesem Klubu jest Paweł Woliński, Sekretarzem - Dawid Burdach, Skarbnikiem Klubu - Wojciech Kodrek. W klubie grał m.in. Grzegorz Wędzyński
- Ludowy Klub Sportowy „Grom”
- Auto-Moto-Klub „Rzemieślnik”
- Przasnyski Klub Kyokushin Karate
- Przasnyska Grupa Airsoftowa SARS Przasnysz

## Wspólnoty wyznaniowe

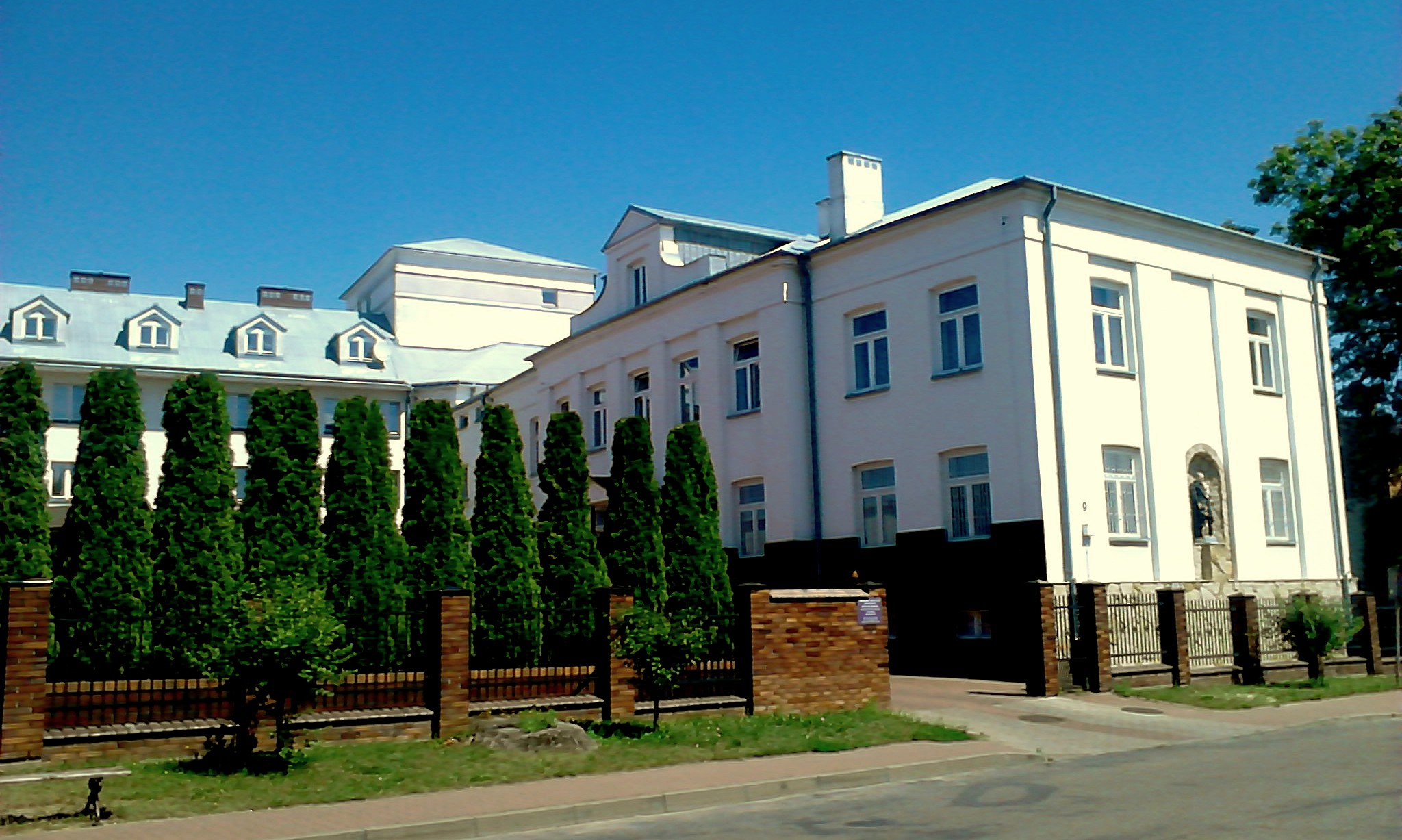
Dom szarytek z domem opieki

W mieście znajdują się 3 parafie rzymskokatolickie (parafia św. Wojciecha, parafia św. Stanisława Kostki, parafia Chrystusa Zbawiciela) należące do dekanatu przasnyskiego. W Przasnyszu są także 4 zgromadzenia zakonne tj. ojcowie pasjoniści, siostry klaryski kapucynki, Siostry Pasjonistki Św. Pawła od Krzyża oraz Siostry Miłosierdzia św. Wincentego á Paulo. W mieście działalność kaznodziejską prowadzi również lokalny zbór Świadków Jehowy posiadający Salę Królestwa.

## Legenda o Przaśniku
Legenda głosi, że książę Konrad I Mazowiecki, polując na zwierzynę, zabłądził w lesie i dotarł do Przaśnika, młynarza. Ten, nie wiedząc, kim jest nieznajomy, ugościł go u siebie. Następnego poranka, kiedy księcia znalazł jego orszak, Konrad w podzięce nadał Przaśnikowi liczne ziemie oraz osadę nazwał Przasnyszem.

## Ludzie urodzeni w Przasnyszu
- Bogusław Baczkowski (ur. 10 sierpnia 1951) – specjalista ortopedii i chirurgii urazowej
- Andrzej Bieńkowski (ur. 30 listopada 1891, zm. 1964) – żołnierz ZWZ-AK, uczestnik wojny 1920 r., kawaler krzyża Virtuti Militari
- Leopold Bieńkowski (ur. 13 listopada 1883, zm. 1942) – polski działacz niepodległościowy
- Mariusz Bondarczuk (ur. 24 lipca 1948, zm. 11 czerwca 2017) – dziennikarz, wydawca, regionalista
- Andrzej Bulc (ur. 16 listopada 1951) – działacz Wolnych Związków Zawodowych Wybrzeża
- Kazimierz Biskupski (ur. 3 grudnia 1906, zm. 7 czerwca 1967) – prawnik, specjalista w zakresie prawa konstytucyjnego
- Józef Dębowski (ur. 19 marca 1952) – filozof
- Aleksander Drwęcki (ur. 12 grudnia 1921) – nauczyciel, regionalista, publicysta
- Andrzej Elżanowski (ur. 21 stycznia 1950) – zoolog i paleontolog
- Arkadiusz Gołaś (ur. 10 maja 1981, zm. 16 września 2005) – siatkarz
- Zenobia Jelińska (ur. 23 października 1903, zm. 17 grudnia 1942) – urzędniczka starostwa, członek ZWZ-AK
- Maria Kaczyńska (ur. 8 czerwca 1907, zm. 17 grudnia 1942) – urzędniczka, nauczycielka, członek ZWZ-AK.
- Andrzej Kania (ur. 4 maja 1963) – samorządowiec, polityk i przedsiębiorca
- Zenon Kiembrowski (ur. 11 lutego 1909, zm. 17 grudnia 1942) – urzędnik starostwa, żołnierz ZWZ-AK
- Stanisław Kołakowski (ur. ok. 1565, zm. 1622) – warszawski lekarz i filantrop
- Waldemar Krzyżewski (ur. 13 lipca 1953) – lekarz weterynarii, działacz społeczny, kolekcjoner
- Marek Kubiszewski (ur. 25 kwietnia 1984) – piłkarz ręczny

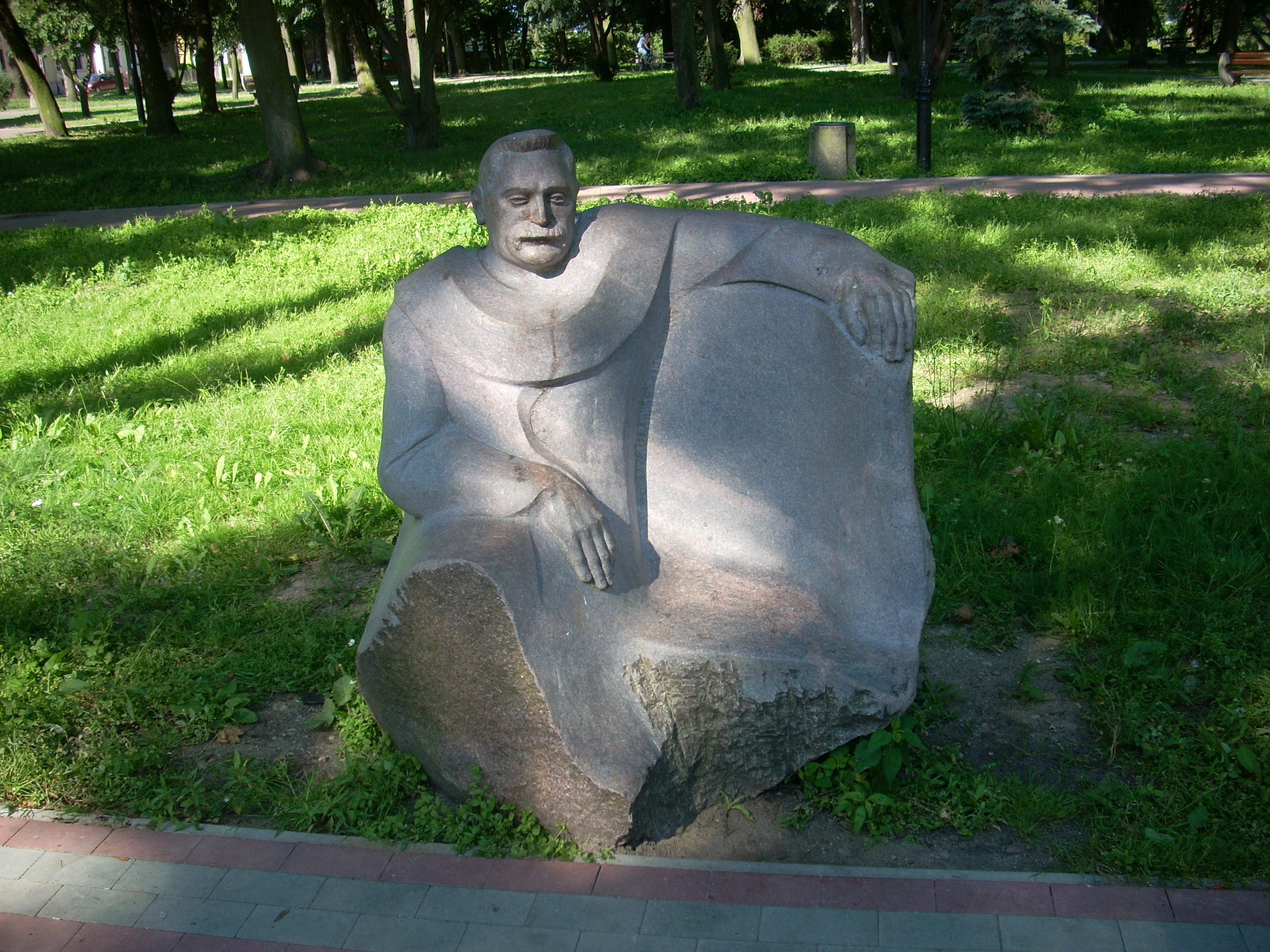
Ławeczka w parku przasnyskim upamiętniająca rzeźbiarza Edmunda Majkowskiego – honorowego obywatela miasta

- Edmund Majkowski (ur. 10 września 1929, zm. 19 lutego 2009) – artysta rzeźbiarz
- Bronisław Matuszewski (ur. 25 listopada 1893, zm. 15 sierpnia 1925) – burmistrz Przasnysza
- Tadeusz Myśliński (ur. 2 kwietnia 1947) – artysta fotografik
- Stanisław Nawrocki (ur. 20 października 1947, zm. 8 października 2004) – działacz społeczny, prawnik, poeta
- Jan Niksiński (ur. 28 maja 1952) – artysta malarz
- Zbigniew Pawelski (ur. 29 lipca 1925) – architekt
- Walery Płoskiewicz (ur. 9 grudnia 1878, zm. 27 sierpnia 1944) – ksiądz, pedagog, kapelan AK
- Zbigniew Polakowski (ur. 14 lipca 1938, zm. 21 marca 2002) – przyrodnik, regionalista, publicysta
- Stanisław Radomski (ur. 21 września 1950) – poeta
- Marzena Rogalska (ur. 1970) – prezenterka TVP2
- Barbara Sachmacińska-Bonk (ur. 24 września 1983) – sztangistka
- Marek Sachmaciński (ur. 19 października 1953) – sztangista, trener
- Andrzej Sadowski (ur. 4 lutego 1963) – ekonomista, wiceprezydent Centrum im. Adama Smitha
- Zbigniew Sosnowski (ur. 17 maja 1963) – przedsiębiorca
- Paweł Simplicjan (ur. ok. 1577, zm. 1646) – ksiądz, teolog, poeta
- Krzysztof Turowiecki (ur. 3 sierpnia 1957) – poeta, animator kultury
- Wawrzyniec z Przasnysza (Discordia) (ur. ok. 1515, zm. ok. 1566), kaznodzieja Zygmunta Augusta, działacz reformacji polskiej
- Robert Witka (ur. 27 lipca 1981) – koszykarz, kapitan Turowa Zgorzelec, reprezentant Polski
- Grzegorz Wędzyński (ur. 4 czerwca 1970) – piłkarz (pomocnik) Polonii Warszawa
- Tomasz Wierzbicki (ur. 16 października 1952, zm. 20 maja 1989) – poeta, animator kultury
- Krzysztof Wróblewski (ur. 22 sierpnia 1962) – artysta malarz

## Poczet burmistrzów
II Rzeczpospolita
- 1918–1919 – Piotr Roman Napoleon Huzarski
- 1919–1921 – Maciej Żmijewski
- 1921–1925 – Bronisław Matuszewski
- 1925–1928 – Stefan Roman Ławrowski
- 1928–1939 – Feliks Wieciński

III Rzeczpospolita
- I kadencja (1990–1994) Henryk Napiórkowski
- II kadencja (1994–1998) Stanisław Nowicki
- III–IV kadencja (1998–2006) Zenon Aleksy Lendzion
- V–VII kadencja (2006–2018) Waldemar Marek Trochimiuk
- VIII kadencja (od 2018) Łukasz Chrostowski

## Poczet przewodniczących rady miasta
III Rzeczpospolita
- I kadencja (1990–1994) Mieczysław Kaszubowski
- II kadencja (1994–1998) Ryszard Juklaniuk
- III kadencja (1998–2002) Zdzisław Zdziarski
- IV kadencja (2002–2006) Zenon Waldemar Wojda
- V kadencja (2006–2010) Zbigniew Sztuc
- VI–VII kadencja (2010–2018) Piotr Jeronim
- VIII kadencja (2018 – 2021) Wojciech Długokęcki
- VIII kadencja (od 2021) Krystyna Sawicka

## Sąsiednie gminy
Czernice Borowe, Przasnysz (gmina wiejska)